# Premi Oscar 1958
La 30ª edizione della cerimonia di premiazione dei Premi Oscar si è tenuta il 26 marzo 1958 a Los Angeles, al RKO Pantages Theatre, condotta dagli attori Bob Hope, Jack Lemmon, David Niven, Rosalind Russell, James Stewart e dal cartone animato Paperino.
La serata è stata dominata dalle sette statuette vinte dal film Il ponte sul fiume Kwai, compresa quella per il miglior film.

## Vincitori e candidati
Vengono di seguito indicati in grassetto i vincitori. Ove ricorrente e disponibile, viene indicato il titolo in lingua italiana e quello in lingua originale tra parentesi.

### Miglior film
- Il ponte sul fiume Kwai (The Bridge on the River Kwai), regia di David Lean
- I peccatori di Peyton (Peyton Place), regia di Mark Robson
- Sayonara, regia di Joshua Logan
- La parola ai giurati (Twelve Angry Men), regia di Sidney Lumet
- Testimone d'accusa (Witness for the Prosecution), regia di Billy Wilder

### Miglior regia
- David Lean - Il ponte sul fiume Kwai (The Bridge on the River Kwai)
- Mark Robson - I peccatori di Peyton (Peyton Place)
- Joshua Logan - Sayonara
- Sidney Lumet - La parola ai giurati (Twelve Angry Men)
- Billy Wilder - Testimone d'accusa (Witness for the Prosecution)

### Miglior attore protagonista
- Alec Guinness - Il ponte sul fiume Kwai (The Bridge on the River Kwai)
- Marlon Brando - Sayonara
- Anthony Franciosa - Un cappello pieno di pioggia (A Hatful of Rain)
- Charles Laughton - Testimone d'accusa (Witness for the Prosecution)
- Anthony Quinn - Selvaggio è il vento (Wild Is the Wind)

### Migliore attrice protagonista
- Joanne Woodward - La donna dai tre volti (The Three Faces of Eve)
- Deborah Kerr - L'anima e la carne (Heaven Knows, Mr. Allison)
- Anna Magnani - Selvaggio è il vento (Wild Is the Wind)
- Elizabeth Taylor - L'albero della vita (Raintree County)
- Lana Turner - I peccatori di Peyton (Peyton Place)

### Miglior attore non protagonista
- Red Buttons - Sayonara
- Vittorio De Sica - Addio alle armi (A Farewell to Arms)
- Sessue Hayakawa - Il ponte sul fiume Kwai (The Bridge on the River Kwai)
- Arthur Kennedy - I peccatori di Peyton (Peyton Place)
- Russ Tamblyn - I peccatori di Peyton (Peyton Place)

### Migliore attrice non protagonista
- Miyoshi Umeki - Sayonara
- Carolyn Jones - La notte dello scapolo (The Bachelor Party)
- Elsa Lanchester - Testimone d'accusa (Witness for the Prosecution)
- Hope Lange - I peccatori di Peyton (Peyton Place)
- Diane Varsi - I peccatori di Peyton (Peyton Place)

### Miglior sceneggiatura non originale
- Michael Wilson, Carl Foreman e Pierre Boulle - Il ponte sul fiume Kwai (The Bridge on the River Kwai)
- John Lee Mahin e John Huston - L'anima e la carne (Heaven Knows, Mr. Allison)
- John Michael Hayes - I peccatori di Peyton (Peyton Place)
- Paul Osborn - Sayonara
- Reginald Rose - La parola ai giurati (Twelve Angry Men)

### Miglior sceneggiatura originale
- George Wells - La donna del destino (Designing Woman)
- Leonard Gershe - Cenerentola a Parigi (Funny Face)
- Ralph Wheelwright, R. Wright Campbell, Ivan Goff e Ben Roberts - L'uomo dai mille volti (Man of a Thousand Faces)
- Barney Slater, Joel Kane e Dudley Nichols - Il segno della legge (The Tin Star)
- Federico Fellini, Ennio Flaiano e Tullio Pinelli - I vitelloni

### Miglior film straniero
- Le notti di Cabiria, regia di Federico Fellini (Italia)
- Ordine segreto del III Reich (Nachts, wenn der Teufel kam), regia di Robert Siodmak (Repubblica Federale Tedesca)
- Madre India (Bharat Mata), regia di Mehboob Kahn (India)
- Il quartiere dei lillà (Porte des Lilas), regia di René Clair (Francia)
- Nove vite (Ni liv), regia di Arne Skouen (Norvegia)

### Miglior fotografia
- Jack Hildyard - Il ponte sul fiume Kwai (The Bridge on the River Kwai)
- Milton Krasner - Un amore splendido (An Affair to Remember)
- Ray June - Cenerentola a Parigi (Funny Face)
- William C. Mellor - I peccatori di Peyton (Peyton Place)
- Ellsworth Fredricks - Sayonara

### Miglior scenografia
- Ted Haworth e Robert Priestley - Sayonara
- William A. Horning, Gene Allen, Edwin B. Willis e Richard Pefferle - Les Girls
- Hal Pereira, George W. Davis, Sam Comer e Ray Moyer - Cenerentola a Parigi (Funny Face)
- Walter Holscher, William Kiernan e Louis Diage - Pal Joey
- William A. Horning, Urie McCleary, Edwin B. Willis e Hugh Hunt - L'albero della vita (Raintree County)

### Migliori costumi
- Orry Kelly - Les Girls
- Charles LeMaire - Un amore splendido (An Affair to Remember)
- Edith Head e Hubert de Givenchy - Cenerentola a Parigi (Funny Face)
- Jean Louis - Pal Joey
- Walter Plunkett - L'albero della vita (Raintree County)

### Migliori effetti speciali
- Walter Rossi - Duello nell'Atlantico (The Enemy Below)
- Louis Lichtenfield - L'aquila solitaria (The Spirit of St. Louis)

### Miglior montaggio
- Peter Taylor - Il ponte sul fiume Kwai (The Bridge on the River Kwai)
- Warren Low - Sfida all'O.K. Corral (Gunfight at the O.K. Corral)
- Viola Lawrence e Jerome Thoms - Pal Joey
- Daniel Mandell - Testimone d'accusa (Witness for the Prosecution)
- Arthur P. Schmidt e Philip W. Anderson - Sayonara

### Miglior sonoro
- George Groves e Warner Bros. Studio Sound Department - Sayonara
- George Dutton e Paramount Studio Sound Department - Sfida all'O.K. Corral (Gunfight at the O.K. Corral)
- Wesley C. Miller e Metro Goldwyn Mayer Studio Sound Department - Les Girls
- John P. Livadary e Columbia Studio Sound Department - Pal Joey
- Gordon E. Sawyer e Samuel Goldwyn Studio Sound Department - Testimone d'accusa (Witness for the Prosecution)

### Migliore colonna sonora
- Malcolm Arnold - Il ponte sul fiume Kwai (The Bridge on the River Kwai)
- Hugo Friedhofer - Un amore splendido (An Affair to Remember)
- Hugo Friedhofer - Il ragazzo sul delfino (Boy on a Dolphin)
- Paul J. Smith - Perri
- Johnny Green - L'albero della vita (Raintree County)

### Miglior canzone
- "All The Way", musica di James van Hausen e testo di Sammy Cahn - Il jolly è impazzito (The Joker is Wild)
- "An Affair to Remember", musica Harry Warren, testo di Harold Adamson e Leo McCarey - Un amore splendido (An Affair to Remember)
- "April Love", musica di Sammy Fain, testo di Paul Francis Webster - Il sole nel cuore (April Love)
- "Tammy", musica e testo di Ray Evans e Jay Livingston - Tammy fiore selvaggio (Tammy and the Bachelor)
- "Wild Is the Wind", musica di Dimitri Tiomkin, testo di Ned Washington - Selvaggio è il vento (Wild Is the Wind)

### Miglior documentario
- Albert Schweitzer (Albert Schweitzer), regia di Jerome Hill
- Sulla Bowery (On the Bowery), regia di Lionel Rogosin
- Torero! (Torero!), regia di Carlos Velo

### Miglior cortometraggio
- The Wetback Hound (The Wetback Hound), regia di Larry Lansburgh
- A Chairy Tale (A Chairy Tale), regia di Claude Jutra e Norman McLaren
- City of Gold (City of Gold), regia di Wolf Koenig e Colin Low
- Foothold on Antartica (Foothold on Antartica), regia di James Carr
- Portugal (Portugal), regia di Jean Paul Pilla

### Miglior cortometraggio d'animazione
- Birds Anonymus (Birds Anonymus), regia di Friz Freleng
- One Droopy Knight (One Droopy Knight), regia di Michael Lah
- Tabasco Road (Tabasco Road), regia di Robert McKimson
- Trees and Jamaica Daddy (Trees and Jamaica Daddy), regia di Lew Keller
- The Truth about Mother Goose (The Truth about Mother Goose), regia di Bill Justice e Wolfgang Reitherman

## Premi speciali

### Premio alla carriera
- Charles Brackett per il suo straordinario servizio all'Academy.
- B. B. Kahane per l'importante servizio all'industria cinematografica.
- Gilbert M. "Broncho Billy" Anderson, pioniere del cinema, per il suo contributo allo sviluppo del cinema come intrattenimento.
- Society of Motion Picture and Television Engineers per il loro contributo all'avanzamento dell'industria cinematografica.

### Premio umanitario Jean Hersholt
- Samuel Goldwyn